# Distributed Array Processor
Il Distributed Array Processor prodotto dalla International Computers Ltd è stato il primo computer commerciale a parallelismo massivo. Il primo articolo su questa tipologia di computer venne presentato nel 1972 e il prototipo venne realizzato nel 1974. La prima macchina venne costruita per il Queen Mary College nel 1979.